# 東京大學大學院情報學環·學際情報學府
東京大學大學院情報學環（日語：東京大学大学院情報学環、英語：Interfaculty Initiative in Information Studies，簡稱：III）以及東京大學大學院學際情報學府（日語：東京大学大学院学際情報学府、英語：Graduate School of Interdisciplinary Information Studies）分別是東京大學底下執行研究與教育任務的研究所。

## 概述

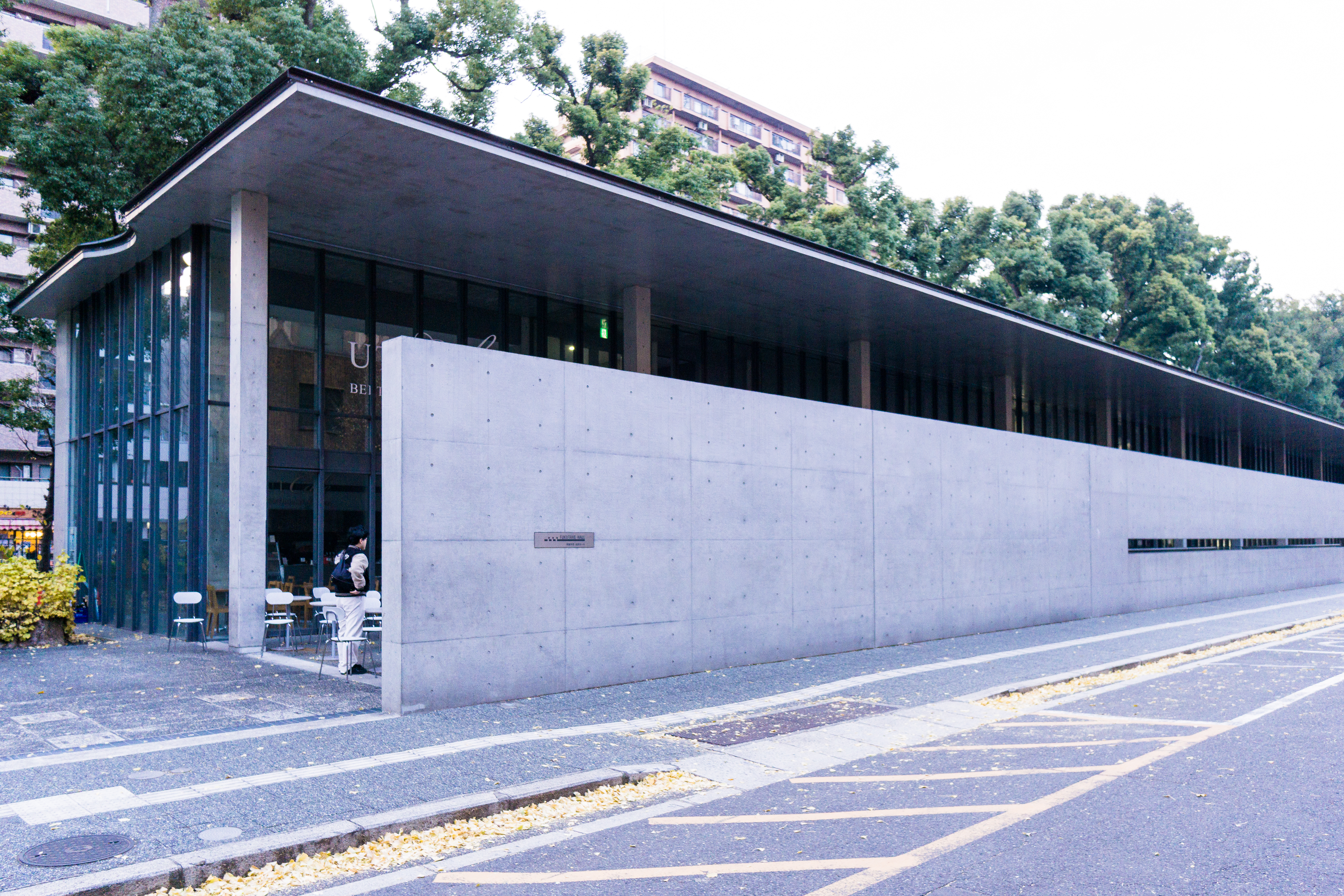
情報學環・福武館

此研究教育組織由兩個部門所構成：教授所屬的研究組織「情報學環」和碩博士生所屬的教育組織「學際情報學府」。情報學環不僅由固定的所上教師「基幹教員」所組成，另外還涵括校內其他研究所派遣的，在數年期間內借調到情報學環的流動教師「流動教員」。

## 沿革
情報學環・學際情報學府於2000年4月將「情報學」置於核心，融合文科和理科的觀點進行研究。2004年4月1日，情報學環・學際情報學府整合了社會情報研究所，進一步凸顯其作為跨領域研究所的特質。

### 社會情報研究所
1929年10月1日，新聞研究室原先附屬於文學部，並於1949年5月31日改組為東京大學的附設新聞研究所。該研究所在1992年4月1日進一步改組為社會情報研究所。2004年4月1日，該研究所與大學院情報學環・學際情報學府合併。原研究所面向大學部的教育部門由情報學環教育部接手運營。
新聞研究所、社會情報研究所、以及大學院情報學環・學際情報學府這三個研究所名稱的變遷不僅是單純的名稱更迭，而是隨著社會發展，呼應媒體媒介以及研究內容的變化和擴展而應運而生的。其中需要注意的是，雖然新聞研究所和社會情報研究所的名稱中並未冠以「大學院」--日本的碩博士生的教育機構，但這些研究所都是有收大學部學生（非一般大學部規模的教育部）和碩博士學生的研究機構。

## 組織

### 情報學環
情報學環由「學際情報學圏」和「社會情報學圏」這兩個學圏組成。
- 學際情報學圏
  - 情報生命・思想學域
  - 情報系統・語言學域
  - 情報表現・造形學域
  - 情報環境・認知學域
  - 情報社會・制度學域

- 社會情報學圏
  - ジャーナリズム・メディア學域（新聞學・媒體學域）
  - 情報行動・機能學域
  - 情報法・政策學域
  - 情報經濟・產業學域
  - 情報文化・歷史學域

### 學際情報學府
學際情報學府僅有一個專攻為「學際情報學」，並在其之下設有5個不同的學程。其中在2008年10月新設的「亞洲情報社會學程」主要面向「具有對現代亞洲各社會和國際關係基礎素養」的海外學生。該學程的授課全程使用英語進行，並且定在每年10月開學。
- 學際情報學專攻
  - 文化・人間情報學學程
  - 社會情報學學程
  - 先端表現情報學課程（前稱：學際理數情報學學程，於2009年4月更名）
  - 綜合分析情報學學程
  - 亞洲情報社會學學程
  - 生物統計情報學學程（於2018年4月開設）

### 情報學環教育學部
除了學際情報學府外，此組織還設有情報學環教育部，這一部門接手了原社會情報研究所教育學部的職責。

### 附屬設施
情報學環附屬
- 社會情報研究資料中心
- 綜合防災情報研究中心
- ユビキタス情報社會基盤研究中心（Ubiquitous 情報社會基礎研究中心）
- 現代韓國研究中心

## 歷代學環長
學環長兼任學際情報學府學府長。
| 屆  | 時期                                                 | 人物                           | 備註  |
| --- | ---------------------------------------------------- | ------------------------------ | ----- |
| 0 1 | 2000年（平成12年）4月 - 2002年（平成14年）3月        | （页面存档备份，存于）濱田純一 |       |
| 0 2 | 2002年（平成14年）4月 - 2004年（平成16年）3月        | 原島博                         |       |
| 0 3 | 2004年（平成16年）4月 - 2006年（平成18年）3月        | （页面存档备份，存于）花田達朗 |       |
| 0 4 | 2006年（平成18年）4月 - 2009年（平成21年）3月        | 吉美俊哉                       |       |
| 0 5 | 2009年（平成21年）4月 - 2012年（平成24年）3月        | 石田英敬                       |       |
| 0 6 | 2012年（平成24年）4月 - 2015年（平成27年）3月        | （页面存档备份，存于）須藤修   |       |
| 0 7 | 2015年（平成27年）4月 - 2018年（平成30年）3月        | （页面存档备份，存于）佐倉統   |       |
| 0 8 | 2018年（平成30年）4月 - 2019年（平成31年）8月        | （页面存档备份，存于）田中秀幸 | [ 1 ] |
| 0 9 | 2019年（平成31年）8月30日 - 2021年（令和3年）3月31日 | 越塚登                         | [ 2 ] |
| 十  | 2021年（令和3年）4月1日 - 現職                       | 山内祐平                       | [ 3 ] |

## 設施
學環主要設施位於東京大學本鄉校區。

## 學環知名校友
- 落合陽一（藝術家、資訊學學者）
- Dominique Chen（資訊學學者）
- 鈴木涼美（作家）

## 註腳
1. ↑  . 東京大学.   [2022-01-13]. （原始内容存档于2020-10-11）.
2. ↑  . 東京大学.   [2022-01-13]. （原始内容存档于2020-10-11）.
3. ↑  . 東京大学.   [2022-01-13]. （原始内容存档于2022-01-13）.

## 關聯項目
- 東京大學
  - 東京大學工學院
  - 東京大學大學院情報理工學系研究所科
- 情報學研究科

## 外部連結
- 東京大學情報學環・學際情報學府 （页面存档备份，存于）